# 1878 aux États-Unis
Pour des articles plus généraux, voir Chronologie des États-Unis et 1878.
Chronologie des États-Unis
- 1874
- 1875
- 1876
- 1877
- 1878
- 1879
- 1880
- 1881
- 1882

Cette page concerne des événements d'actualité qui se sont produits durant l'année 1878 du calendrier grégorien aux États-Unis.

## Événements
- 13 février : traité d'amitié avec Tutuila et Aunu'u. La marine installe une base navale aux Samoa.
- 18 février : la guerre du comté de Lincoln commence dans le comté de Lincoln, au Nouveau-Mexique.
- 28 février : le Congrès adopte le Bland-Allison Act qui oblige le gouvernement à acheter et à frapper deux à quatre millions de dollars en argent chaque mois.
- 16 juin : Posse Comitatus Act. Loi interdisant tout pouvoir d'ingérence de l'Armée dans les affaires du gouvernement civil, dans celles de la Justice ou dans une procédure judiciaire
- 11 juillet : Hayes s’attaque au système des « dépouilles » (Spoils system) qui consiste à accorder à tout nouvel élu un droit de patronage sur certains postes de fonctionnaires. Il renvoie un protégé du Républicain Roscoe Conkling, Chester Alan Arthur, alors directeur de la Recette des Douanes du port de New York, soupçonné de détournement.
- 18 novembre : la soprano Marie Selika Williams devient la première artiste afro-américaine à se produire à la Maison Blanche.
- Novembre : le Greenback Labor Party obtient quatorze élus au Congrès. Les fermiers qui constituent ce parti militent pour la frappe libre de l’argent, pour la prolongation du cours des billets verts (les greenbacks), pour la restriction de l’immigration chinoise et pour la diminution de l’horaire du travail.
- 26 décembre : premier magasin éclairé à l’électricité (Wanamaker's à Philadelphie).

jour non précisé
- Guerre du comté de Lincoln dans le Territoire du Nouveau-Mexique
- Second boom des fermiers sur les Dakota (1878-1885).